# ألفرد أوغدن
ألفرد أوغدن هو سياسي كندي، ولد في 31 ديسمبر 1843، وتوفي في 29 يوليو 1919. انتخب عضو مجلس العموم الكندي.